# 193년

## 연호
- 후한(後漢) 초평(初平) 4년

## 기년
- 후한(後漢) 헌제(獻帝) 5년
- 신라(新羅) 벌휴 이사금(伐休泥師今) 10년
- 고구려(高句麗) 고국천왕(故國川王) 15년
- 백제(百濟) 초고왕(肖古王) 28년

## 사건
- 2월 19일(음력 1월 1일 갑인(甲寅)일) 중국과 한반도에서 일식이 관측되었다.
- 음력 3월, 신라 한기부(漢祇部)에서 어느 여자가 한번에 4남 1녀를 낳았다.
- 음력 6월, 신라에 와서 먹을 것을 구하는 굶주린 왜인들이 천여 명에 이르렀다.

## 사망
- 6월 2일 - 로마제국 19대 황제 디디우스 율리아누스
- 조조의 아버지 조숭
- 후한의 관료 유우

## 참고 문헌
- 김부식 (1145), 《삼국사기》 〈권2〉 벌휴 이사금 조(條)